# Гуска (притока Цвітохи)
Гу́ска — річка в Україні, у межах Шепетівського району Хмельницької області. Ліва притока Цвітохи (басейн Прип'яті).

## Опис
Довжина 30 км, площа водозбірного басейну 98,8 км². Річка типово рівнинна, з мулистим дном і місцями заболоченою заплавою. Долина у верхній течії порівняно вузька, нижче — розлога й неглибока. Річище слабозвивисте. Споруджено декілька ставків. 

## Розташування
Гуска бере початок біля села Пашуки, в місці злиття кількох потічків. Тече спершу на північ, від села Красносілки і до гирла — на північний захід. Впадає до Цвітохи на північний захід від села Кам'янки. 
Річка тече через південно-західну частину міста Шепетівки.